# Зугреська міська рада
Зугреська міська́ ра́да — орган місцевого самоврядування у складі Харцизької міської ради Донецької області. Адміністративний центр — місто Зугрес.

## Загальні відомості
- Населення ради: 20403 особи (станом на 2001 рік)

## Історія
Донецька обласна рада рішенням від 28 квітня 2009 року у Харцизькій міській раді уточнила назву Зугресівської міської ради на Зугреську.

## Населені пункти
Міській раді підпорядковані населені пункти:
- м. Зугрес
- смт Миколаївка
- с. Цупки
- с-ще Водобуд

## Склад ради
Рада складається з 30 депутатів та голови.
- Голова ради: Зозуля Олександр Степанович

### Депутати
За результатами місцевих виборів 2010 року депутатами ради стали:

#### За суб'єктами висування
| Суб'єкт висування                 | Кількість обраних депутатів | %    |
| --------------------------------- | --------------------------- | ---- |
| Партія регіонів                   | 25                          | 83,3 |
| Комуністична партія України       | 2                           | 6,7  |
| Політична партія «Сильна Україна» | 2                           | 6,7  |
| Партія «Руський блок»             | 1                           | 3,3  |

#### За округами
| № округу                          | Прізвище, ім'я, по батькові       | Дата визнання обраним | Освіта         | Партійна приналежність                  | Відомості про обраного депутата |
| --------------------------------- | --------------------------------- | --------------------- | -------------- | --------------------------------------- | --- |
| Комуністична партія України       |                                   |                       |                |                                         | |
| б/м                               | Теплинський Євген Григорович      | 03.11.2010            | Освіта вища    | член Комуністичної партії України       | пенсіонер |
| б/м                               | Назаров Геннадій Павлович         | 03.11.2010            | Освіта вища    | член Комуністичної партії України       | пенсіонер |
| Партія регіонів                   |                                   |                       |                |                                         | |
| б/м                               | Андронов Володимир Васильович     | 03.11.2010            | Освіта вища    | член Партії регіонів                    | Зугреська міська рада, секретар |
| б/м                               | Герасимчук Ігор Петрович          | 03.11.2010            | Освіта вища    | член Партії регіонів                    | Структурна одиниця «Донбасенергоспецремонт», директор                                                                                       |
| б/м                               | Хом'яков Валерій Анатолійович     | 03.11.2010            | Освіта вища    | член Партії регіонів                    | Структурна одиниця «Зуївська теплоелектростанція» ТОВ «Східенерго», керівник департа-менту з управління персоналом                          |
| б/м                               | Чуприна Олександр Іванович        | 03.11.2010            | Освіта вища    | член Партії регіонів                    | Приватне акціонерне товариство «Зуївський енергомеханічний завод», головний інженер                                                         |
| б/м                               | Смолякова Катерина Іванівна       | 03.11.2010            | Освіта вища    | член Партії регіонів                    | Приватне акціонерне товариство «Зуївський енергомеханічний завод», начальник виробничо-диспетчерського відділу виробничого управління       |
| б/м                               | Клименко Лариса Іванівна          | 03.11.2010            | Освіта вища    | член Партії регіонів                    | Харцизька міська рада, завідувач сектору по роботі з депутатами                                                                             |
| б/м                               | Андрюшин Анатолій Олексійович     | 03.11.2010            | Освіта середня | член Партії регіонів                    | Структурна одиниця «Зуївська теплоелектростанція» ТОВ «Східенерго», заступник начальника котло-турбинного цеху                              |
| б/м                               | Костенко Тетяна Адольфівна        | 03.11.2010            | Освіта вища    | член Партії регіонів                    | Приватне акціонерне товариство «Зуївський енергомеханічний завод», помічник генерального директора з адміністра-тивно-господарсь-ких питань |
| б/м                               | Фадєєв Анатолій Васильович        | 03.11.2010            | Освіта вища    | член Партії регіонів                    | Структурна одиниця «Зуївська теплоелектростанція» ТОВ «Східенерго», провідний інженер                                                       |
| б/м                               | Кобець Микола Федорович           | 03.11.2010            | Освіта середня | член Партії регіонів                    | Структурна одиниця «Зуївська теплоелектростанція» ТОВ «Східенерго», заступник начальника ремонтно-будівельного цеху                         |
| б/м                               | Свистун Сергій Олександрович      | 27.02.2014            | Освіта вища    | член Партії регіонів                    | Державне підприємство «Зуївська експериментальна теплоелектро-централь», заступник директора із загальних та соціальних питань              |
| 1                                 | Скубко Володимир Іванович         | 03.11.2010            | Освіта вища    | член Партії регіонів                    | Приватне акціонерне товариство «Зуївський енергомеханічний завод», директор з виробництва                                                   |
| 2                                 | Сапронова Людмила Анатоліївна     | 03.11.2010            | Освіта вища    | член Партії регіонів                    | Приватне акціонерне товариство «Зуївський енергомеханічний завод», головний економіст                                                       |
| 3                                 | Забровський Володимир Дмитрович   | 03.11.2010            | Освіта вища    | член Партії регіонів                    | Структурна одиниця «Донбасенергоспецремонт», голова профспіл-кового комітету                                                                |
| 4                                 | Гнутов Олександр Ігнатович        | 03.11.2010            | Освіта середня | член Партії регіонів                    | Структурна одиниця «Зуївська теплоелектростанція» ТОВ «Східенерго», майстер виробничої дільниці цеху теплової автоматики та вимірювань      |
| 5                                 | Аряєв Віктор Валентинович         | 03.11.2010            | Освіта середня | член Партії регіонів                    | Приватне підприємство Аряєв, приватний підприємець                                                                                          |
| 7                                 | Шиш Вадим Петрович                | 03.11.2010            | Освіта вища    | член Партії регіонів                    | Міська лікарня № 2 м. Зугреса, завідувач хірургічного відділення                                                                            |
| 8                                 | Максимова Тамара Іванівна         | 03.11.2010            | Освіта вища    | член Партії регіонів                    | загальноосвітня школа № 10 м. Зугрес, вчитель математики                                                                                    |
| 9                                 | Пітько Віталій Юрійович           | 03.11.2010            | Освіта вища    | член Партії регіонів                    | Структурна одиниця «Зуївська теплоелектростанція» ТОВ «Східенерго», головний інженер                                                        |
| 10                                | Мартиросян В'ячеслав Мнацаканович | 03.11.2010            | Освіта вища    | член Партії регіонів                    | Структурна одиниця «Зуївська теплоелектростанція» ТОВ «Східенерго», інженер -технолог відділу підготовки и планування ремонтів              |
| 11                                | Харченко Олександр Васильович     | 03.11.2010            | Освіта вища    | член Партії регіонів                    | Сільськогосподарське ТОВ "Племптахо-репродуктор «Зугреський», генеральний директор                                                          |
| 12                                | Титов Анатолій Федорович          | 03.11.2010            | Освіта вища    | член Партії регіонів                    | Структурна одиниця «Зуївська теплоелектростанція» ТОВ «Східенерго», начальник ремонтного цеху                                               |
| 13                                | Гізимчук Олександр Анатолійович   | 03.11.2010            | Освіта вища    | член Партії регіонів                    | ТОВ «Сервісне підприємство», начальник |
| 14                                | Татаринова Валентина Миколаївна   | 17.12.2012            | Освіта вища    | член Партії регіонів                    | КДНЗ № 20 «Ромашка», директор |
| 15                                | Фесенко Ірина Петрівна            | 03.11.2010            | Освіта вища    | член Партії регіонів                    | Структурна одиниця «Зуївська теплоелектростанція» ТОВ «Східенерго», начальник виробничої хімічної лабораторії                               |
| Партія «Руський блок»             |                                   |                       |                |                                         | |
| 6                                 | Ніколенко Віталій Валентинович    | 03.11.2010            | Освіта вища    | член партії «Руський блок»              | КСП «Троянда», директор |
| Політична партія «Сильна Україна» |                                   |                       |                |                                         | |
| б/м                               | Линник Наталя Григорівна          | 03.11.2010            | Освіта вища    | член Політичної партії «Сильна Україна» | Приватне підприємство акционерне товариство"Зуївський енергомеханичний завод", начальник бюро, заступник головного механіка                 |
| б/м                               | Башевий Сергій Володимирович      | 30.11.2013            | Освіта вища    | член Політичної партії «Сильна Україна» | ТОВ «Зуївський енергомеханичний завод», заступник начальника ЦЗЛ                                                                            |